# Vaixell flotant rígid

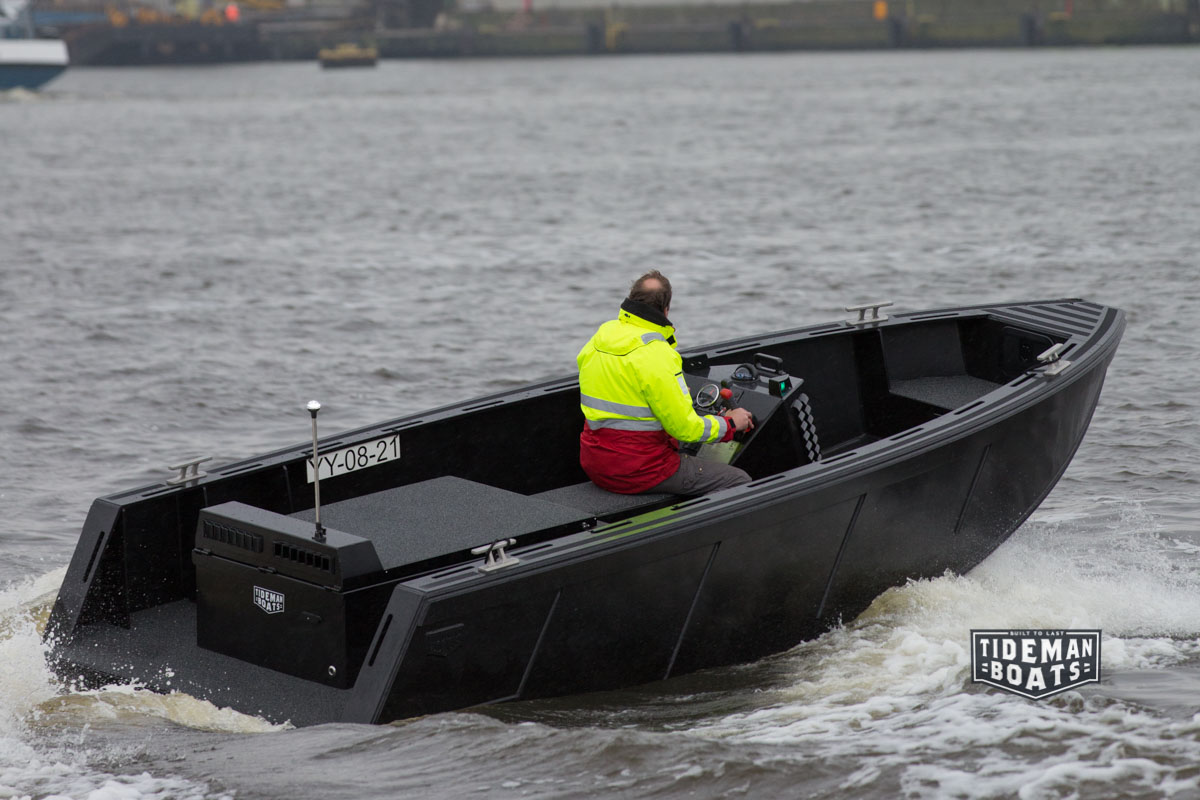
RBB fabricat amb làmines HDPE amb propulsió dièsel per raig d'aigua

El vaixell flotant rígid (RBB) és un vaixell lleuger però d'alt rendiment i gran capacitat. Basat en el concepte d' embarcació inflable de buc rígid (RHIB), disposa d'un tub fabricat amb un material sòlid com el polietilè modelat o l'alumini i, per tant, és molt més robust que els teixits que s'utilitzen habitualment.
Alguns constructors d'embarcacions fan RBB com a vaixell de treball a partir de làmines de HDPE soldades entre si. Es pot fer un buc en V profund similar per a una bona navegació. Si s'omplen les cambres de flotabilitat, el buc esdevé realment insubmergible i extremadament indestructible, fent que el RBB sigui molt adequat per a condicions difícils.

## Característiques
Els vaixells amb tubs plens d'escuma, com els vaixells segurs equipats amb flotació integral (SAFE) emprats per la Guàrdia Costera dels EUA també es poden classificar com a vaixells flotants rígids en lloc de RHIB "veritables", ja que el coll és d'escuma sòlida en lloc d'inflable. Un proveïdor ha demostrat la robustesa dels vaixells deixant-ne caure un d'una grua a un aparcament de formigó.
El maneig acostuma a ser molt semblant a un RHIB; així mateix romandran a flotació (flotant) encara que estiguin completament inundats. Els RBB d'alumini acostumen a ser productes a mida (a mida segons les especificacions) o de baix volum, mentre que el cost d'eines dels vaixells de polietilè rotomoldejat sol requerir que siguin productes de major volum. Almenys tres fabricants estan produint embarcacions rotomotlles d'aquest tipus.

## Galeria
Exemples de vaixells del tipus RBB.

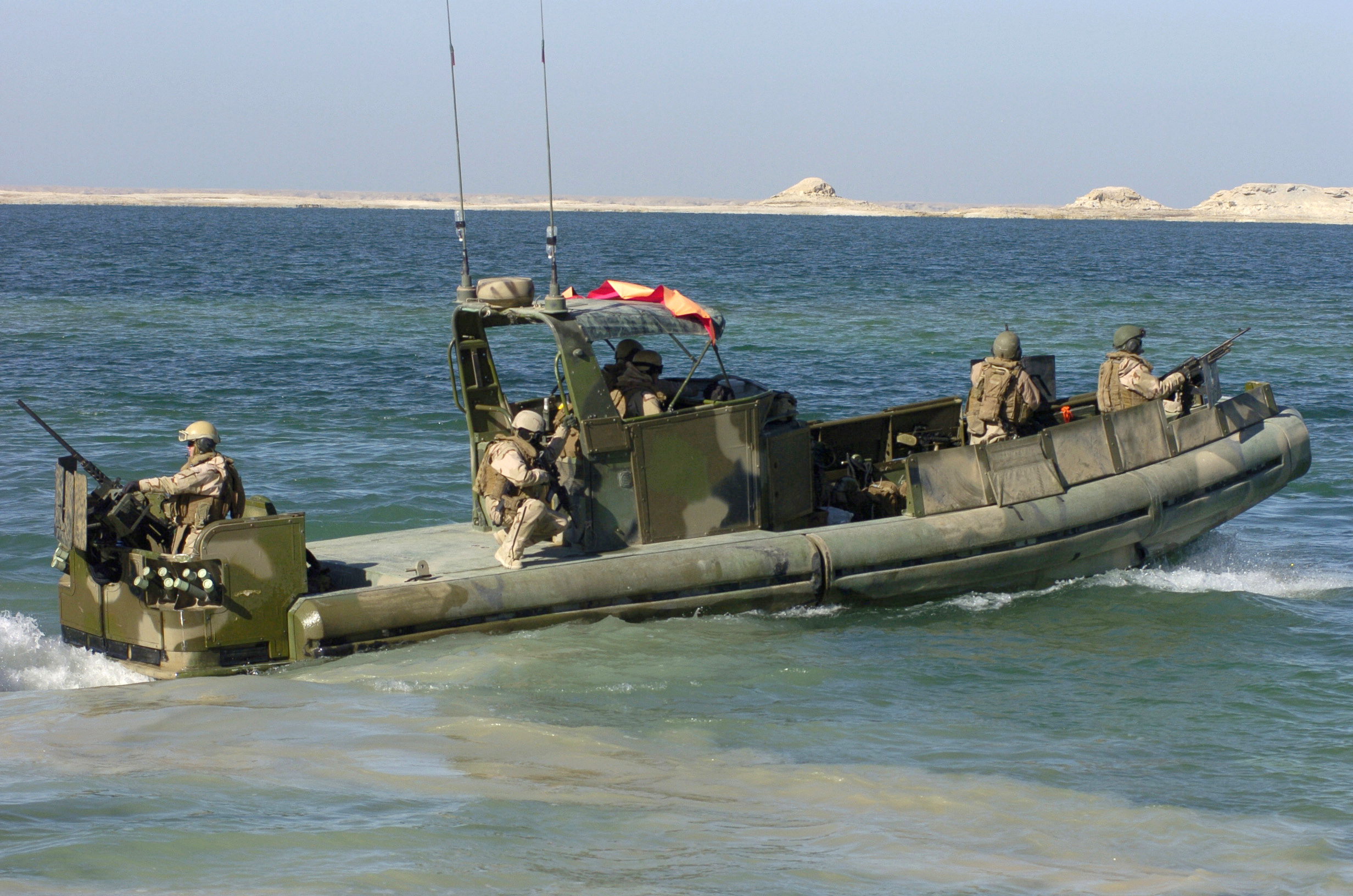
Petita embarcació fluvial de la Marina dels EUA i la classe Defender de la Guàrdia Costera
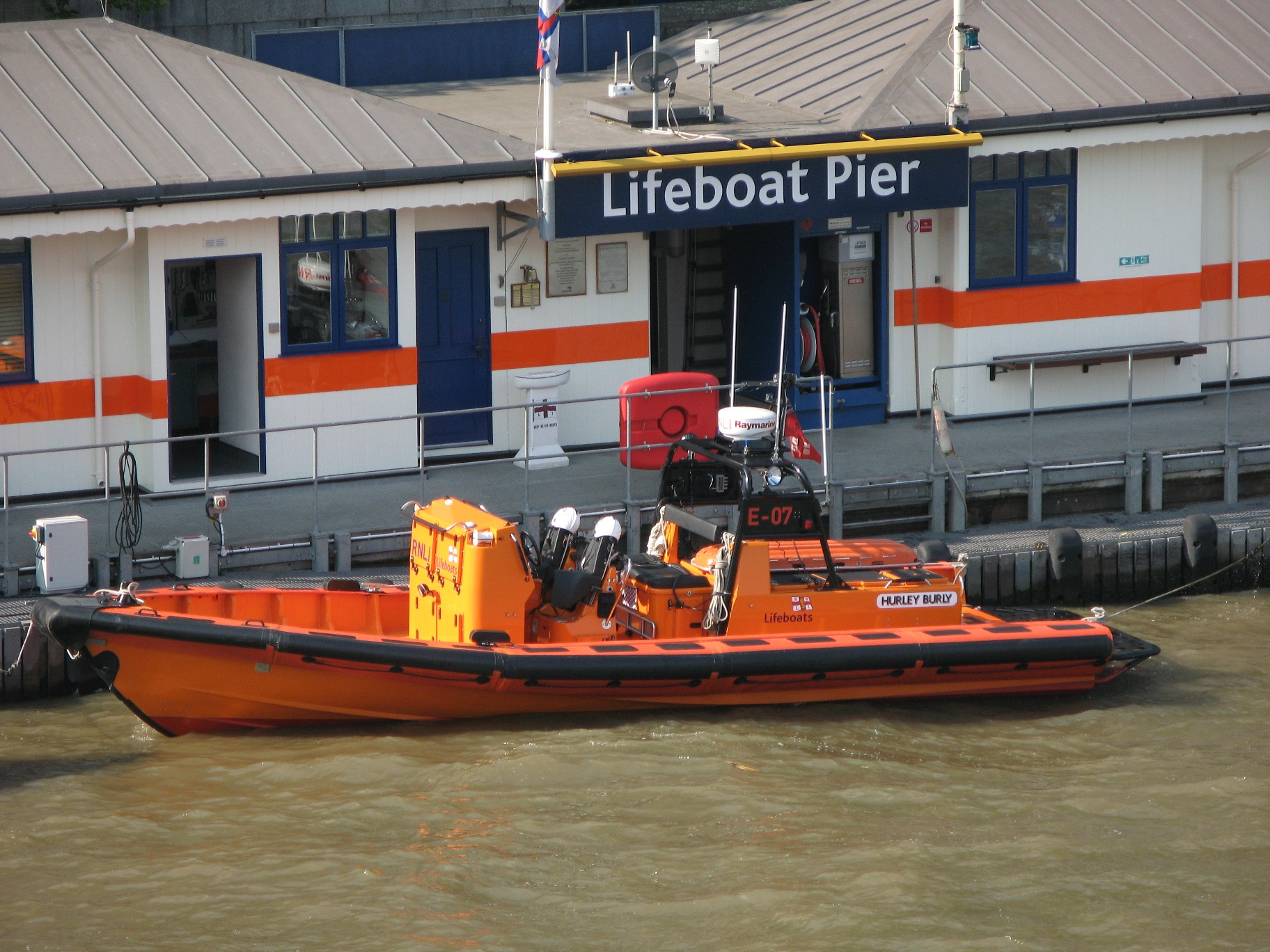
RNLI RBB al Lifeboat Pier, Riu Tàmesi, Londres